# C'è chi spera
«C'è chi spera» es una canción escrita por Giancarlo Colonello, Daniele Pace y Mario Panzeri e interpretada por el cantante italiano Riki Maiocchi y por la cantante británica Marianne Faithfull en la 17.ª edición del Festival de la Canción de San Remo celebrado los días 26 al 28 de enero de 1967.
Según las normas entonces vigentes del certamen, la canción la podía interpretar un artista nacional y otro internacional, cada uno de ellos con una orquesta diferente y con diferentes arreglos. Esto era para remarcar más el valor compositivo de la canción antes que la interpretación misma del artista. 
«C'è chi spera» fue finalmente eliminada durante el concurso, en el que quedó como ganadora «Non pensare a me» interpretada por Iva Zanicchi y por Claudio Villa.
Tanto Riki Maiocchi como Marianne Faithfull grabaron y publicaron comercialmente sus respectivas versiones arregladas de «C'è chi spera» en 1967.

## Versión de Marianne Faithfull
Marianne Faithfull grabó junto al productor Mike Leander su propia versión de «C'è chi spera» para que fuese lanzada en Italia como sencillo bajo el sello local de Derby. Este fue su segundo y último sencillo lanzado bajo este sello. El primero había sido «Quando ballai con lui», que era una versión en italiano de «Morning Sun» aparecido como lado B en el Reino Unido de «This Little Bird» en 1965.
La canción que acompañaba a «C'è chi spera» era «Oh, Look Around You», que ya había aparecido en el Reino Unido como lado B de su versión de «Yesterday» en 1965.